# Campeonato Mundial de Halterofilismo de 2010 - Até 77 kg masculino
A categoria até 77 kg masculino foi um evento do Campeonato Mundial de Halterofilismo de 2010, disputado no Centro de Exposição de Antália, em Antália, na Turquia, entre 22 e 23 de setembro de 2010. 

## Calendário
Horário local (UTC+3)
| Dia            | Horário | Fase    |
| -------------- | ------- | ------- |
| 22 de setembro | 10:00   | Grupo D |
| 22 de setembro | 12:00   | Grupo C |
| 23 de setembro | 14:00   | Grupo B |
| 23 de setembro | 20:00   | Grupo A |

## Medalhistas
| Evento    | Ouro                     | Ouro   | Prata                    | Prata  | Bronze                 | Bronze |
| --------- | ------------------------ | ------ | ------------------------ | ------ | ---------------------- | ------ |
| Arranque  | Tigran Martirosyan (ARM) | 173 kg | Lü Xiaojun (CHN)         | 170 kg | Kianoush Rostami (IRI) | 161 kg |
| Arremesso | Lü Xiaojun (CHN)         | 200 kg | Tigran Martirosyan (ARM) | 200 kg | Tarek Yehia (EGY)      | 199 kg |
| Total     | Tigran Martirosyan (ARM) | 373 kg | Lü Xiaojun (CHN)         | 370 kg | Tarek Yehia (EGY)      | 356 kg |

## Recordes
Antes desta competição, o recorde mundial da prova era o seguinte:
| Recorde         | Tipo      | Atleta                   | Peso   | Local   | Data                   |
| Recorde Mundial | Arranque  | Lü Xiaojun (CHN)         | 174 kg | Goyang  | 24 de novembro de 2009 |
| Recorde Mundial | Arremesso | Oleg Perepetchenov (RUS) | 210 kg | Trenčín | 27 de abril de 2001    |
| Recorde Mundial | Total     | Lü Xiaojun (CHN)         | 378 kg | Goyang  | 24 de novembro de 2009 |

## Resultado
Os resultados foram os seguintes. 
| Pos.              | Atleta                   | Grupo | Peso  | Arranque (kg) | Arranque (kg) | Arranque (kg) | Arranque (kg)     | Arremesso (kg) | Arremesso (kg) | Arremesso (kg) | Arremesso (kg)    | Total |
| Pos.              | Atleta                   | Grupo | Peso  | 1             | 2             | 3             | Resultado         | 1              | 2              | 3              | Resultado         | Total |
| ----------------- | ------------------------ | ----- | ----- | ------------- | ------------- | ------------- | ----------------- | -------------- | -------------- | -------------- | ----------------- | ----- |
| Medalha de ouro   | Tigran Martirosyan (ARM) | A     | 76.72 | 165           | 170           | 173           | Medalha de ouro   | 200            | 200            | 205            | Medalha de prata  | 373   |
| Medalha de prata  | Lü Xiaojun (CHN)         | A     | 76.42 | 165           | 170           | 175           | Medalha de prata  | 200            | 206            | 206            | Medalha de ouro   | 370   |
| Medalha de bronze | Tarek Yehia (EGY)        | A     | 76.53 | 150           | 155           | 157           | 6                 | 192            | 199            | 200            | Medalha de bronze | 356   |
| 4                 | Kianoush Rostami (IRI)   | A     | 76.31 | 161           | 165           | 165           | Medalha de bronze | 193            | 198            | 198            | 5                 | 354   |
| 5                 | Ramzi Bahloul (TUN)      | B     | 76.51 | 152           | 156           | 160           | 4                 | 182            | 191            | 192            | 6                 | 352   |
| 6                 | Erkand Qerimaj (ALB)     | A     | 76.84 | 150           | 150           | 155           | 9                 | 185            | 191            | 196            | 4                 | 351   |
| 7                 | Ibrahim Ramadan (EGY)    | B     | 76.25 | 145           | 150           | 155           | 8                 | 182            | 190            | 194            | 7                 | 345   |
| 8                 | Krzysztof Szramiak (POL) | A     | 76.77 | 156           | 161           | 161           | 7                 | 186            | 186            | 190            | 10                | 342   |
| 9                 | Pang Kum-chol (PRK)      | A     | 76.78 | 150           | 150           | 155           | 12                | 190            | 190            | 200            | 8                 | 340   |
| 10                | Alexandru Roșu (ROU)     | B     | 76.92 | 145           | 149           | 152           | 14                | 182            | 182            | 188            | 9                 | 337   |
| 11                | Alexandru Dudoglo (MDA)  | B     | 76.44 | 150           | 153           | 156           | 10                | 176            | 180            | 183            | 12                | 336   |
| 12                | Richard Tkáč (SVK)       | B     | 76.67 | 143           | 148           | 153           | 16                | 174            | 178            | 182            | 13                | 330   |
| 13                | Semih Yağcı (TUR)        | A     | 76.85 | 150           | 156           | 156           | 13                | 180            | 188            | 190            | 15                | 330   |
| 14                | Andrei Bîrcă (MDA)       | B     | 76.36 | 140           | 144           | 146           | 19                | 170            | 175            | 178            | 17                | 324   |
| 15                | Jakob Neufeld (GER)      | B     | 76.87 | 140           | 143           | 145           | 20                | 170            | 174            | 178            | 18                | 323   |
| 16                | Turan Mirzayev (AZE)     | C     | 76.05 | 138           | 142           | 142           | 26                | 175            | 180            | 184            | 11                | 322   |
| 17                | Yony Andica (COL)        | B     | 75.30 | 140           | 144           | 144           | 24                | 180            | 180            | 180            | 14                | 320   |
| 18                | Freddy Tenorio (ECU)     | B     | 75.96 | 140           | 144           | 148           | 15                | 172            | 172            | 172            | 22                | 320   |
| 19                | Chad Vaughn (USA)        | C     | 77.00 | 141           | 144           | 147           | 22                | 175            | 180            | 180            | 21                | 319   |
| 20                | Raúl Sánchez (VEN)       | C     | 73.58 | 142           | 147           | 147           | 17                | 170            | 175            | 175            | 24                | 317   |
| 21                | Welisson Silva (BRA)     | D     | 76.89 | 135           | 141           | 145           | 21                | 165            | 171            | 171            | 23                | 316   |
| 22                | Yoshito Shintani (JPN)   | C     | 75.26 | 130           | 130           | 135           | 27                | 175            | 175            | 178            | 16                | 313   |
| 23                | Suchat Somboon (THA)     | C     | 76.46 | 135           | 135           | 140           | 28                | 168            | 172            | 177            | 19                | 312   |
| 24                | Viktor Gumán (SVK)       | C     | 76.98 | 145           | 145           | 147           | 18                | 160            | 165            | 170            | 29                | 312   |
| 25                | José Ocando (VEN)        | C     | 77.00 | 135           | 140           | 140           | 29                | 170            | 176            | 180            | 20                | 311   |
| 26                | Giorgio De Luca (ITA)    | C     | 73.19 | 135           | 135           | 140           | 23                | 165            | 170            | 170            | 26                | 305   |
| 27                | Inoýat Jumaýew (TKM)     | C     | 76.90 | 135           | 140           | 144           | 25                | 165            | 172            | 172            | 28                | 305   |
| 28                | Zamirbek Ashyrbaev (KGZ) | D     | 76.55 | 125           | 130           | 133           | 31                | 155            | 161            | 166            | 25                | 296   |
| 29                | Samuel Shendy (INA)      | D     | 76.46 | 125           | 130           | 133           | 30                | 160            | 165            | 165            | 27                | 295   |
| 30                | Rustem Sybay (KAZ)       | D     | 76.40 | 120           | 125           | 125           | 34                | 150            | 150            | 155            | 30                | 270   |
| 31                | Yannick Sautebin (SUI)   | D     | 76.96 | 125           | 125           | 125           | 33                | 143            | 143            | 147            | 31                | 268   |
| 32                | Khati Mabuya (RSA)       | D     | 74.34 | 110           | 110           | 113           | 35                | 135            | 135            | 140            | 33                | 245   |
| —                 | Su Dajin (CHN)           | A     | 76.86 | 160           | 160           | 165           | 5                 | 197            | 197            | 198            | —                 | —     |
| —                 | Kuanysh Rakhatov (KAZ)   | B     | 76.62 | 150           | —             | —             | 11                | —              | —              | —              | —                 | —     |
| —                 | Jean-Marc Béland (CAN)   | D     | 76.96 | 125           | 129           | 130           | 32                | 150            | 150            | 150            | —                 | —     |
| —                 | Cathal Byrd (IRL)        | D     | 75.62 | 110           | 110           | 110           | —                 | 140            | 148            | 148            | 32                | —     |
| —                 | Gevorg Davtyan (ARM)     | A     | 76.96 | 163           | 163           | 163           | —                 | —              | —              | —              | —                 | —     |
| —                 | Safaa Rashed (IRQ)       | C     | 76.78 | 141           | 146           | 146           | —                 | 177            | 181            | 185            | —                 | —     |
| —                 | Mustafa Al-Mulad (KSA)   | D     | 76.59 | 120           | 125           | 127           | —                 | 151            | 157            | 157            | —                 | —     |
| —                 | Abdullah Al-Masoud (KSA) | D     | 71.30 | 117           | 123           | 124           | —                 | 142            | 152            | 152            | —                 | —     |
| —                 | Orges Tafilaj (KOS)      | D     | 75.85 | 63            | 63            | 64            | —                 | 75             | 76             | —              | —                 | —     |